# Gunbower-Nationalpark
Der Gunbower-Nationalpark ist ein Nationalpark im Norden des australischen Bundesstaates Victoria, rund 250 Kilometer nördlich von Melbourne und 59 Kilometer nordwestlich von Echuca.
Er liegt auf Gunbower Island, einer Insel zwischen zwei Armen des Murray Rivers, gegenüber der Riverina-Region am Nordufer des Flusses.
Im 2010 errichteten Park werden Feuchtgebiete, die Lebensraum für Zugvögel bieten, nach der Ramsar-Konvention geschützt.

## Flora
Im Park finden sich hauptsächlich feuchte Eukalyptuswälder, im feuchteren Nordosten der Species River Red Gum, im trockeneren Südwesten der Species Box.

## Fauna
Neben Kängurus und Emus finden sich auch bedrohte Arten, wie Gleitbeutler (Squirrel Glider) oder Teppichpythons.